# Caravanche Orientali
Le Caravanche Orientali (in sloveno Vzhodne Karavanke, in tedesco Östliche Karawanken - dette anche Catena Olseva-Peca-Uršlja) sono una parte della catena delle Caravanche nelle Alpi. Costituiscono la parte orientale delle Carvanche lungo la linea di confine tra l'Austria (Carinzia) e la Slovenia (Alta Carniola). La SOIUSA le vede come un supergruppo delle Alpi di Carinzia e di Slovenia.

## Suddivisione
Il codice SOIUSA delle Caravanche Orientali è il seguente: II/C-35.I-C
Secondo la SOIUSA sono suddivise in tre gruppi:
- Gruppo dell'Olševa (8)
- Gruppo della Peca (9)
- Gruppo dell'Uršlja (10)

## Vette
Le montagne principali delle Caravanche Orientali sono:
- Petzen (Peca) - 2.113 m
- Olševa (Govca, Govešca) - 1.929 m
- Uršlja (Monte Sant'Orsola) - 1.699 m
- Plešivec - 1.682 m
- Sadonikhöhe - 1.624 m
- Kukeschhöhe- 1.567 m
- Jeklberg - 1.575 m
- Sneschnik - 1.543 m
- Kavšakov Vrh  - 1.063 m
- Molakov Vrh - 1.003 m
- Smodivnik - 992 m
- Obretanov Vrh - 972 m
- Ljubela - 778 m
- Rdečki Vrh - 761 m
- Metulov Vrh - 693 m